# Breško jezero
Breško jezero (nemško Pirkdorfer See) je umetno jezero, na nadmorski višini 504 mnm, sredi kraja Breška vas (Pirkdorf), v občini Bistrica pri Pliberku v Podjuni, na Koroškem v Avstriji. 

## Geografija
Jezero leži na nadmorski višini 504 m in je umetno zgrajeno. Globina vode znaša 3,5 m. Površina je približno 0,035 km2. Poleti njegova čista voda doseže 26 °C. Nekdaj močvirno območje sredi kraja so spremenili v krajevno javno kopališče v poletnem času. 

## Ribolov
V Breškem jezeru najdemo naslednje vrste rib:
- ščuka (Esox lucius)
- evropski som (Silurus glanis)
- rdečeoka (Rutilus rutilus)
- rdečeperka (Scardinius erythrophthalmus)
- linj (Tinca tinca)
- navadni ostriž (Perca fluviatilis)
- krap (Cyprinus carpio)